# Billboard Music Awards 2018
25. ceremonia rozdania Billboard Music Awards, nagród muzycznych przyznawanych przez tygodnik Billboard odbyła się w niedzielę 20 maja 2018 roku w MGM Grand Garden Arena w Las Vegas. Gospodarzem gali była amerykańska wokalistka Kelly Clarkson.

## Występy
- Ariana Grande – "No Tears Left to Cry" (z albumu Sweetener)
- Kelly Clarkson – medley największych hitów 2017 roku w Stanach Zjednoczonych
- Dua Lipa – "New Rules" (z albumu Dua Lipa)
- Shawn Mendes – "In My Blood" (z albumu Shawn Mendes)
- Khalid i Normani Kordei – "Love Lies" (ze ścieżki dźwiękowej do filmu Twój Simon)
- John Legend – "A Good Night"
- Christina Aguilera i Demi Lovato – "Fall in Line" (z albumu Liberation)
- Ed Sheeran – "Galway Girl" (nadawane z występu w Phoenix Park, z albumu ÷)
- Jennifer Lopez i DJ Khaled – "Dinero"
- Shawn Mendes i Khalid – "Youth" (z albumu Shawn Mendes)
- Zedd, Maren Morris i Grey – "The Middle"
- Janet Jackson – "Nasty" (Control)/"If" (janet.)/"Throb" (janet.)
- Macklemore i Kesha – "Good Old Days" (nadawane za wejściem T-Mobile Arena, z albumu Gemini)
- Kelly Clarkson – "Whole Lotta Woman" (z albumu Meaning of Life)
- Camila Cabello – "Sangria Wine" (gościnnie z Pharrellem Williamsem)/"Havana" (z albumu Camila)
- BTS – "Fake Love" (z albumu Love Yourself: Tear)
- Salt-N-Pepa – "Shoop" (Very Necessary)/"Push It" (Hot, Cool & Vicious)/"Let's Talk About Sex" (Blacks' Magic)
- Salt-N-Pepa i En Vogue – "Whatta Man" (z albumów Very Necessary i Runaway Love)

## Nagrody i nominacje
| Najlepszy artysta | Najlepszy debiutant |
| --- | --- |
| - Ed Sheeran - Drake - Kendrick Lamar - Bruno Mars - Taylor Swift | - Khalid - 21 Savage - Camila Cabello - Cardi B - Kodak Black |
| Najlepszy artysta męski | Najlepszy artysta żeński |
| - Ed Sheeran - Drake - Kendrick Lamar - Bruno Mars - Post Malone | - Taylor Swift - Camila Cabello - Cardi B - Halsey - Demi Lovato |
| Najlepszy duet/zespół | Najlepszy wykonawca na Billboard 200 |
| - Imagine Dragons - The Chainsmokers - Coldplay - Migos - U2 | - Drake - Kendrick Lamar - Ed Sheeran - Chris Stapleton - Taylor Swift |
| Najlepszy album na Billboard 200 | Najlepszy wykonawca na Billboard Hot 100 |
| - DAMN. – Kendrick Lamar - More Life – Drake - Stoney – Post Malone - ÷ (Divide) – Ed Sheeran - reputation – Taylor Swift                                                                       | - Ed Sheeran - Imagine Dragons - Kendrick Lamar - Bruno Mars - Post Malone |
| Najlepsza piosenka na Billboard Hot 100 | Wykonawca z największą liczbą sprzedaży singli |
| - - Despacito – Luis Fonsi i Daddy Yankee feat. Justin Bieber - Humble. – Kendrick Lamar - That’s What I Like – Bruno Mars - Rockstar – Post Malone feat. 21 Savage - Shape of You – Ed Sheeran | - Ed Sheeran - Imagine Dragons - Kendrick Lamar - Bruno Mars - Post Malone |
| Najlepiej sprzedający się album | Najlepiej sprzedający się singel |
| - - reputation''' – Taylor Swift - DAMN. – Kendrick Lamar - Beautiful Trauma – Pink - ÷ (Divide) – Ed Sheeran - From A Room: Volume 1 – Chris Stapleton                                         | - Despacito – Luis Fonsi i Daddy Yankee feat. Justin Bieber - Body Like a Back Road – Sam Hunt - Believer – Imagine Dragons - Thunder – Imagine Dragons - Perfect – Ed Sheeran                             |
| Najlepszy wykonawca na Radio Songs | Najlepsza piosenka na Radio Songs |
| - - Ed Sheeran - Halsey - Imagine Dragons - Bruno Mars - Charlie Puth | - Shape of You – Ed Sheeran - Something Just Like This – The Chainsmokers i Coldplay - Believer – Imagine Dragons - That’s What I Like – Bruno Mars - Attention – Charlie Puth                             |
| Najlepszy wykonawca serwisów streamingowych | Najlepsza piosenka serwisów streamingowych (audio) |
| - - Kendrick Lamar - Cardi B - Drake - Post Malone - Ed Sheeran | - Humble. – Kendrick Lamar - Despacito – Luis Fonsi i Daddy Yankee feat. Justin Bieber - XO Tour Llif3 – Lil Uzi Vert - Rockstar – Post Malone feat. 21 Savage - Congratulations – Post Malone feat. Quavo |